# Amiral de la flotte
Le grade militaire naval ou la dignité d’amiral de la flotte (et ses déclinaisons dans d'autres langues) est attribué dans de nombreux pays.

## Description
Ce grade militaire est souvent réservé aux temps de guerre ou pour les cérémonies d'apparat. Il s'agit généralement d'un rang placé au-dessus de celui d'amiral. Le grade ou la dignité d'amiral de la flotte sont souvent détenus par l'amiral le plus ancien. Il ne doit pas être confondu avec celui de « grand-amiral » (et ses déclinaisons linguistiques) qui peut parfois être son équivalent hiérarchique.

## Usages dans différents pays

### International
Les articles suivants proposent un contenu spécifique à propos de ce grade pour chaque pays :
- Australie : Admiral of the fleet ;
- Chine : 海軍元帥 (amiral de la flotte)
- Croatie : Admiral flote ;
- États-Unis : Fleet admiral[a] ;
- France : amiral de la flotte[b] ;
- Inde : Admiral of the fleet ;
- Japon : Gensui (海軍元帥?)
- Nigeria : Admiral of the fleet ;
- Nouvelle-Zélande : Admiral of the Fleet ;
- Pologne : Admirał floty ;
- Portugal : Almirante da armada
- République fédérative socialiste de Yougoslavie : Admiral flote ;
- RDA : Flottenadmiral ;
- Royaume-Uni : Admiral of the fleet ;
- Russie : Admiral flota ;
- URSS : Admiral flota[c] et admiral flota sovietskogo Soïouza[d].